# بيدرو دي سوتو
بيدرو دي سوتو (بالإسبانية: Pedro de Soto)‏ هو قسيس مسيحي وأستاذ جامعي إسباني، ولد في 1493 في سلامنكا في إسبانيا، وتوفي في 20 أبريل 1563 في ترينتو في إيطاليا.